# Выпасное (Джанкойский район)
Выпасно́е (до 1948 года Совхоз «Ишунь»; укр. Випасне, крымскотат. Vıpasnoye, Выпасное) — село в Джанкойском районе Республики Крым, входит в состав Пахаревского сельского поселения (согласно административно-территориальному делению Украины — Пахаревского сельского совета Автономной Республики Крым).

## Население
| 2001 | 2014 |
| ---- | ---- |
| 439  | ↘245 |

Всеукраинская перепись 2001 года показала следующее распределение по носителям языка
| Язык             | Процент |
| ---------------- | ------- |
| русский          | 44.42   |
| украинский       | 32.35   |
| крымскотатарский | 20.27   |
| белорусский      | 1.14    |

### Динамика численности
- 1989 год — 411 чел.[10]
- 2001 год — 439 чел.[11]
- 2009 год — 330 чел.[12]
- 2014 год — 245 чел.[13]

## Современное состояние
На 2017 год в Выпасном числится 6 улиц; на 2009 год, по данным сельсовета, село занимало площадь 69,7 гектара на которой, в 101 дворе, проживало 330 человек. В селе действуют библиотека

## География
Выпасное — село на северо-западе района, в степном Крыму, у границы с Красноперекопским районом, высота над уровнем моря — 13 м. Соседние сёла: Колоски в 4,5 км на восток и Целинное в 2,2 км на север. Расстояние до райцентра — около 32 километров (по шоссе), ближайшая железнодорожная станция — Пахаревка (на линии Джанкой — Армянск) — примерно 6 километров. Транспортное сообщение осуществляется по региональной автодороге 35Н-293 Воинка — Джанкой (по украинской классификации — С-0-10722).

## История
Поселение, вероятно, было основано в предвоенные годы, поскольку впервые в доступных источниках безымянные строения, на месте современного села, встречаются на километровой карте Генштаба Красной армии 1941 года, а на подробной карте РККА северного Крыма 1941 года обозначено отделение заготскот «Ишунь» без указания жилых дворов дворов.
В 1944 году, после освобождения Крыма от нацистов, 12 августа 1944 года было принято постановление № ГОКО-6372с «О переселении колхозников в районы Крыма» и в сентябре 1944 года в район приехали первые новоселы (27 семей) из Каменец-Подольской и Киевской областей, а в начале 1950-х годов последовала вторая волна переселенцев из различных областей Украины. С 25 июня 1946 года Ишунь в составе Крымской области РСФСР. Указом Президиума Верховного Совета РСФСР от 18 мая 1948 года безымянный населённый пункт отделения совхоза Заготскот Ишунь (вариант названия — совхоз «Ишунь») Джанкойского района переименовали в деревню Выпасная, статус села, видимо, был присвоен позже. 26 апреля 1954 года Крымская область была передана из состава РСФСР в состав УССР. Время включения Выпасного в Целинный сельсовет пока не установлено: на 15 июня 1960 года село уже числилось в его составе, с 1 сентября 1979 года — в составе Пахаревского. По данным переписи 1989 года в селе проживало 411 человек. С 12 февраля 1991 года село в восстановленной Крымской АССР, 26 февраля 1992 года переименованной в Автономную Республику Крым. С 21 марта 2014 года в составе Крыма аннексировано Россией.